# Laura Rogora

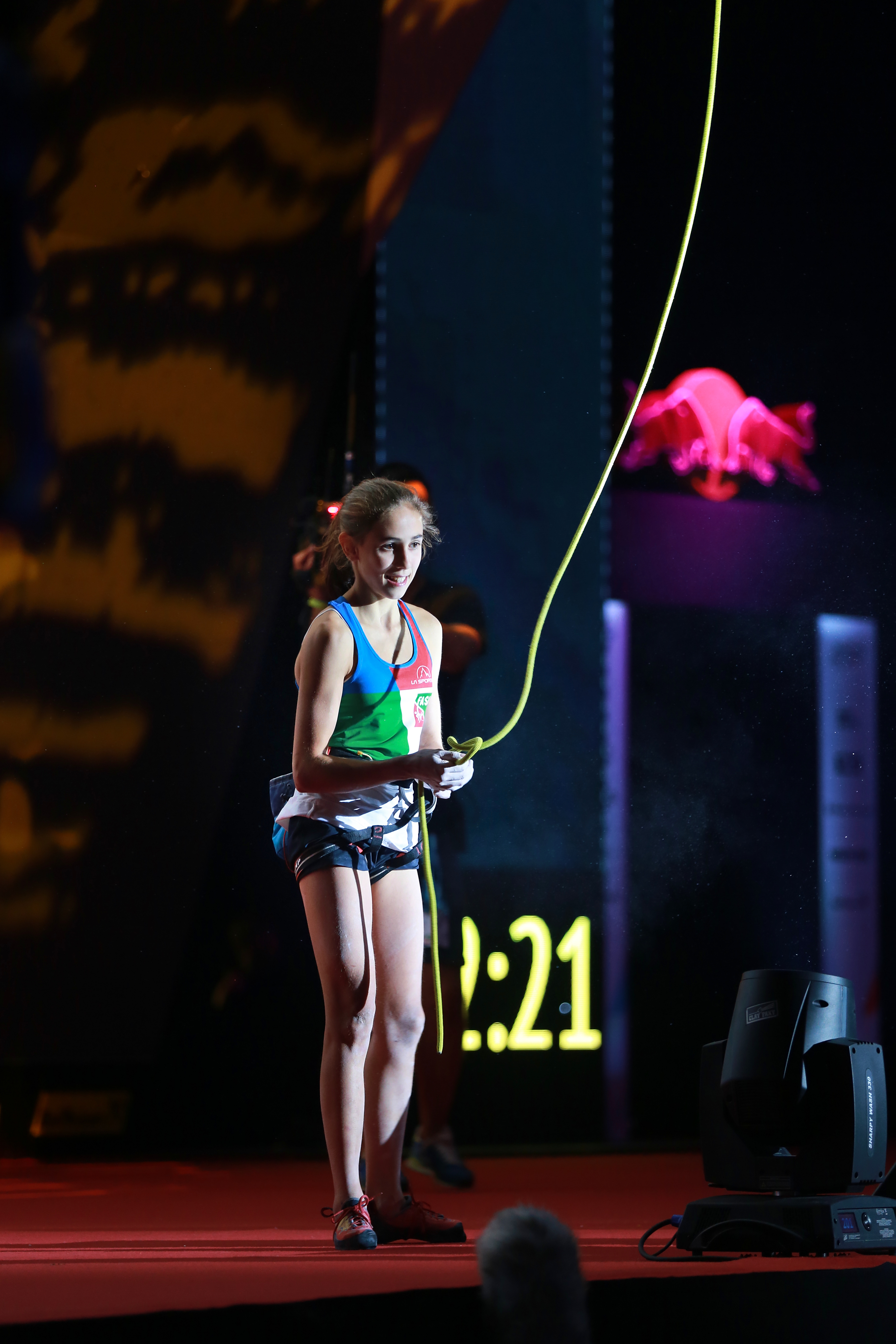
Chamonix 2018. Laura Rogora przy ścianie przed startem w prowadzeniu

Laura Rogora (ur. 28 kwietnia 2001 w Rzymie) – włoska wspinaczka sportowa. Specjalizuje się w boulderingu, prowadzeniu oraz we wspinaczce łącznej. 

## Kariera sportowa
W 2019 roku w Tuluzie na światowych kwalifikacjach do igrzysk olimpijskich wywalczyła kwalifikacje na IO 2020 w Tokio.
W 2019 w Edynburgu (w wieku 18 lat) została wicemistrzynią Europy na zawodach wspinaczkowych w konkurencji prowadzeniu.
Wielokrotna mistrzyni świata, Europy juniorów w różnych kategoriach wiekowych.

## Osiągnięcia

### Mistrzostwa świata
| Konkurencje       | 2018 | 2019 |
| Bouldering        | —    | 9    |
| Prowadzenie       | 10   | 20   |
| Wspinaczka łączna | —    | 27   |

### Mistrzostwa Europy
| Konkurencje       | 2017 | 2019 | 2020 |
| Bouldering        | —    | —    |      |
| Prowadzenie       | 6    | 2    |      |
| Wsp. na czas      | 40   | —    |      |
| Wspinaczka łączna | —    | —    |      |